# کمالیه (ارزنجان)
کمالیه {{ترکی|Kemaliye) (به ارمنی: Ակն) (به کردی: Eğin) یک شهرستان و منطقهٔ مسکونی در ترکیه است که در استان ارزنجان واقع شده‌است. کمالیه ۱٬۱۳۰ متر بالاتر از سطح دریا واقع شده‌است.